# 箕面市立彩都の丘小学校・中学校
箕面市立彩都の丘小学校・中学校（みのおしりつ さいとのおか しょうがっこう・ちゅうがっこう）は、大阪府箕面市の東部に位置する公立小中一貫校。愛称は「彩都の丘学園」（さいとのおかがくえん）。2011年4月に開校した。

## 概要

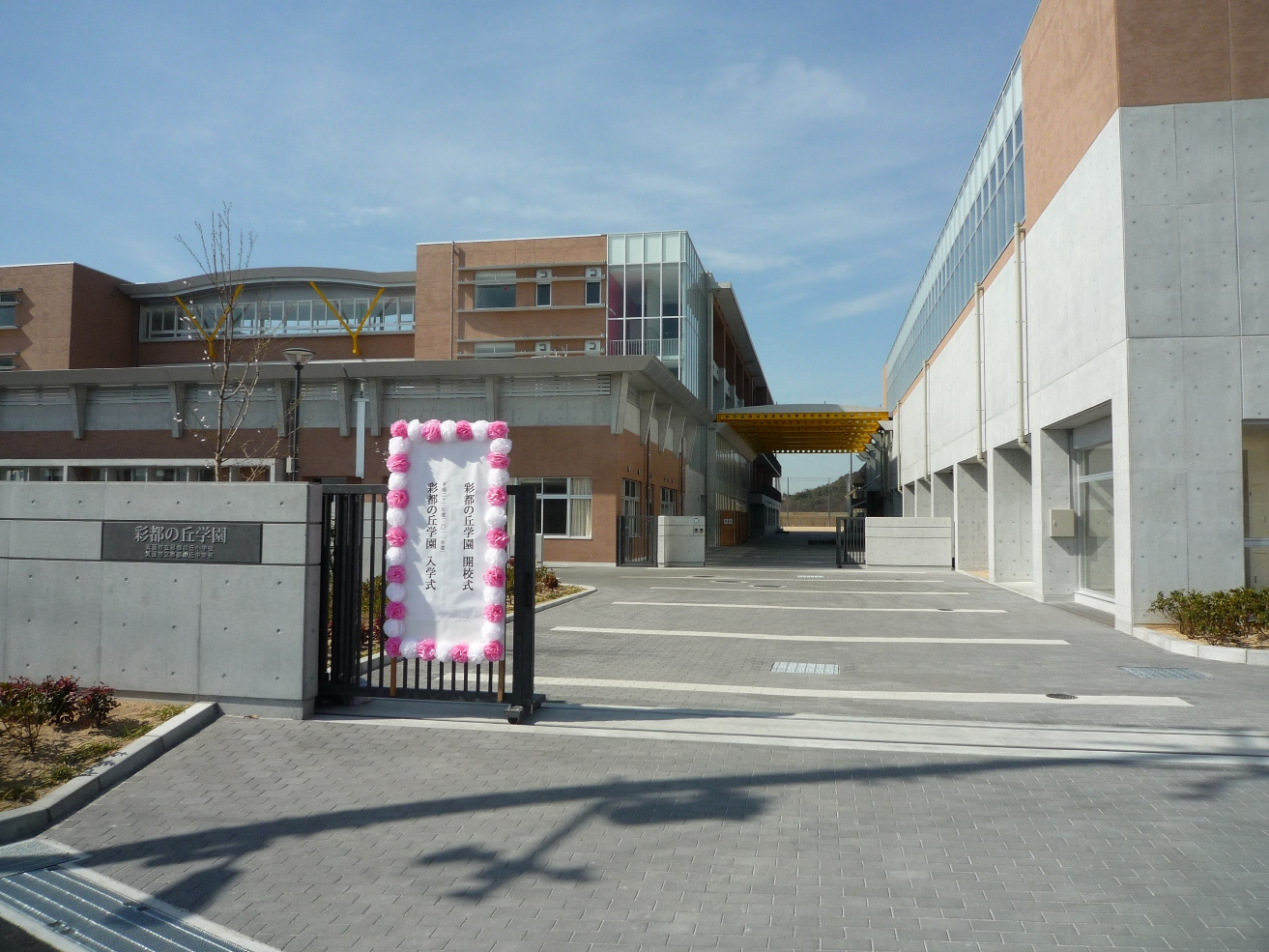
開校式の日の校門

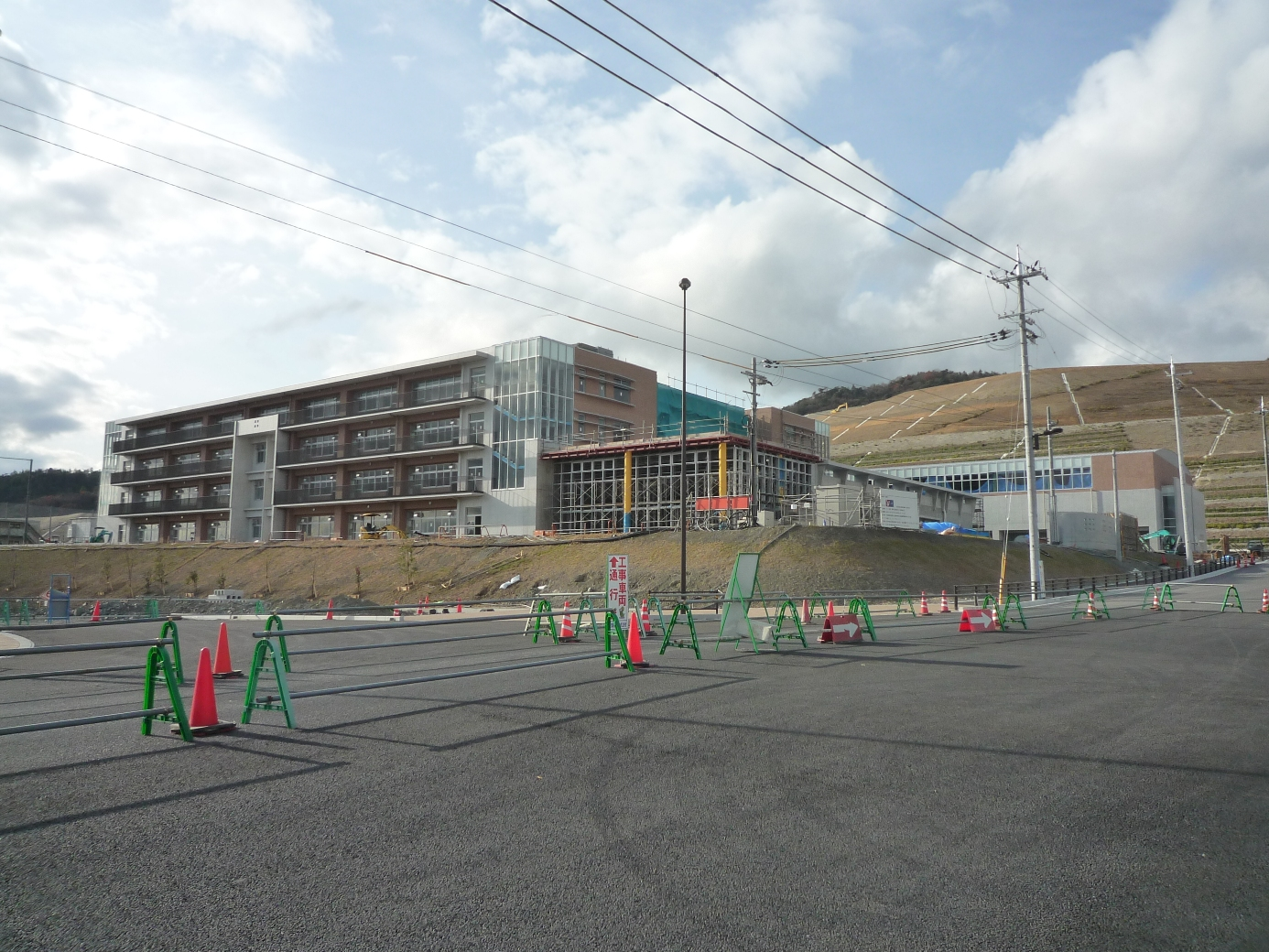
完成間近の頃

箕面市東部と茨木市にまたがるニュータウン・国際文化公園都市（彩都）の箕面市側の一部を校区とする学校である。箕面市及び大阪府の公立学校で2番目の施設一体型小中一貫校である。
9年間を前期（1学年-4学年＝小学校1-4年）・中期（5学年-7学年＝小学校5-6年・中学校1年）・後期（8学年-9学年＝中学2-3年）の3期に分けた小中一貫教育を実施する。小学校段階から、1時限あたり50分の授業を実施する（通常の公立小学校は45分）。制服は5年生から着用する。
先に開設された箕面市立止々呂美小学校・中学校同様に、中学校教員が担当教科の専門性を生かして小学校で授業を実施することや、各教科での小中一貫の教材編成、学校行事など教科外活動の合同実施、学校事務の共通化などがおこなわれている。
校舎は「口」の字型をしており、不審者が侵入した時等に行き止まりが生じないように配慮している。教室は廊下側に仕切りのないオープンな作りで、廊下は巾を大きく取り遊びが出来るようにしている。図書室には自習室（調べ学習室）を隣接させ自由に利用できる。

## 沿革
開校当初の2011年は全9学年の合計で71人の児童・生徒でのスタートとなった。その後住宅開発の進展に伴い、2020年代にかけては児童数は増加傾向にある。
- 2011年4月1日 - 大阪府で2番目の施設一体型の小中一貫校として開校。

## 通学区域
- 箕面市  彩都粟生南3丁目～彩都粟生南7丁目、 彩都粟生南1丁目18番、彩都粟生北1丁目～彩都粟生北7丁目（彩都の箕面市側のうち川合裏川より北側）

## 交通
- 大阪モノレール彩都線 彩都西駅 北西へ約1.2km。